# Sapura Rubi
Le OCSV Sapura Rubi  (Offshore Construction  Support Vessel) est un navire de service polyvalent pour les travaux offshore appartenant à la compagnie brésilienne Sapura Navegação Marítima S.A. et opérant conjointement pour les entreprises offshore du secteur de l'énergie Sapura Energy-Seadrill en tant que navire poseur de canalisations (Pipe-Laying Support Vessel en anglais). Il navigue sous pavillon du Panama. Il est, depuis sa mise en fonction, employé par la compagnie brésilienne Petrobras.

## Caractéristiques
Le navire a été construit au chantier naval néerlandais de Royal IHC à Krimpen aan den IJssel. Le navire est capable de travaux de construction et de pose de tuyaux flexibles d'un diamètre de 50 à 648 mm à des profondeurs allant jusqu'à 3.000 mètres. Il est équipé de deux treuils de 610 et 250 tonnes et de deux grues auxiliaires de 10 et 20 tonnes. La tour inclinable de 51 mètres offre une tension maximale de 550 tonnes. Son pont de travail peut recevoir une charge maximale de 10  tonnes/m² en transportant deux carrousels de tuyaux flexibles de 2.500 et 1.500 tonnes chacun.
Il est équipé, sous hangar, de deux sous-marins télécommandés de travail (WROV) de type TMT Typhoon, capables d'effectuer des tâches à des profondeurs allant jusqu'à 3.000 mètres.
Le déplacement sur zone de chantier s'effectue à une vitesse maximale élevée de 13.6 nœuds et la précision de positionnement sur zone de travail est assurée par le système de positionnement dynamique. La propulsion se compose de moteurs diesel-électrique pour une puissance de 22 MW alimentant sept propulseurs.  
Il y a des cabines à bord pour 120 personnes. La livraison du personnel et des marchandises peut être effectuée à l'aide d'une hélisurface de 22 m² .

## Galerie

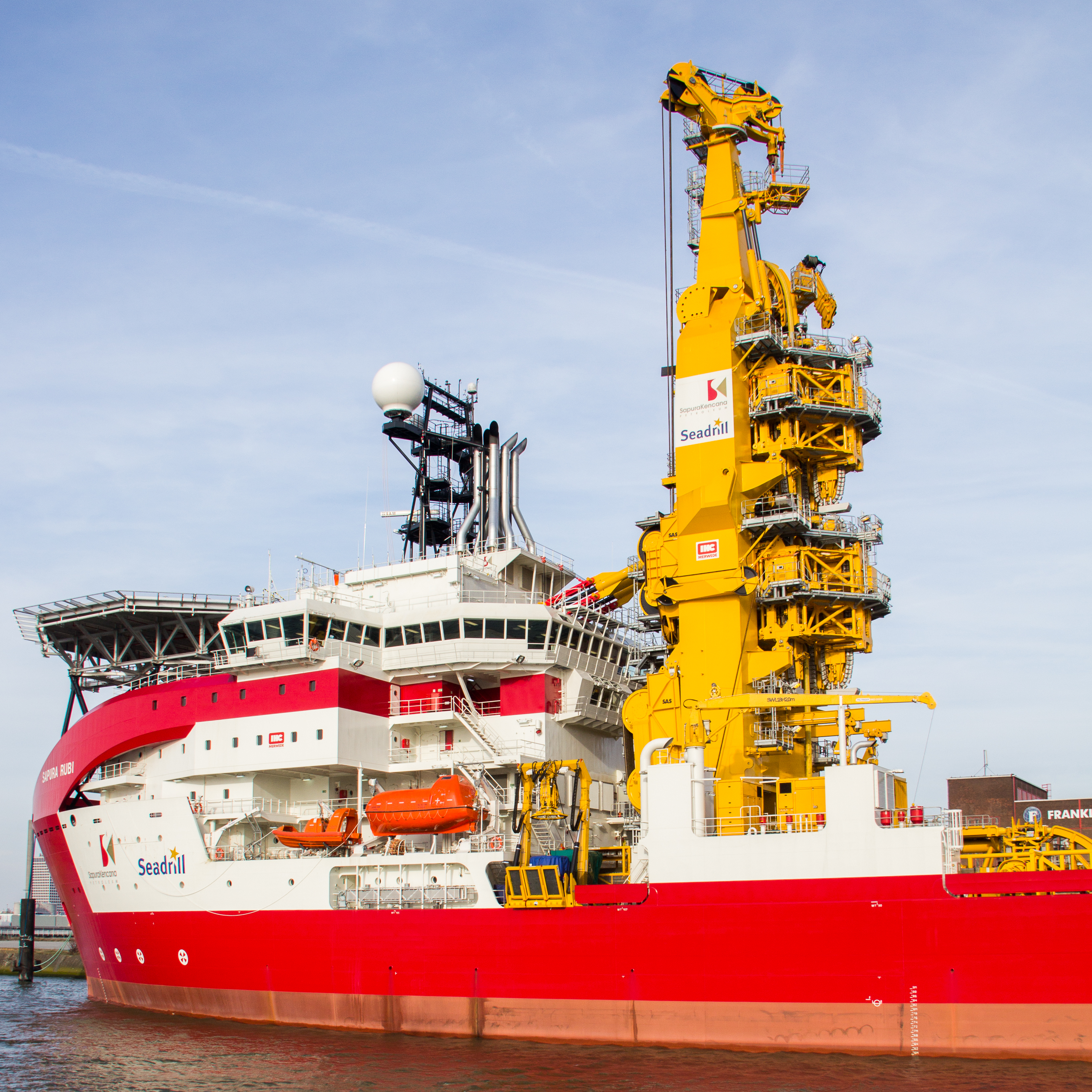
Sapura Rubi à Rotterdam
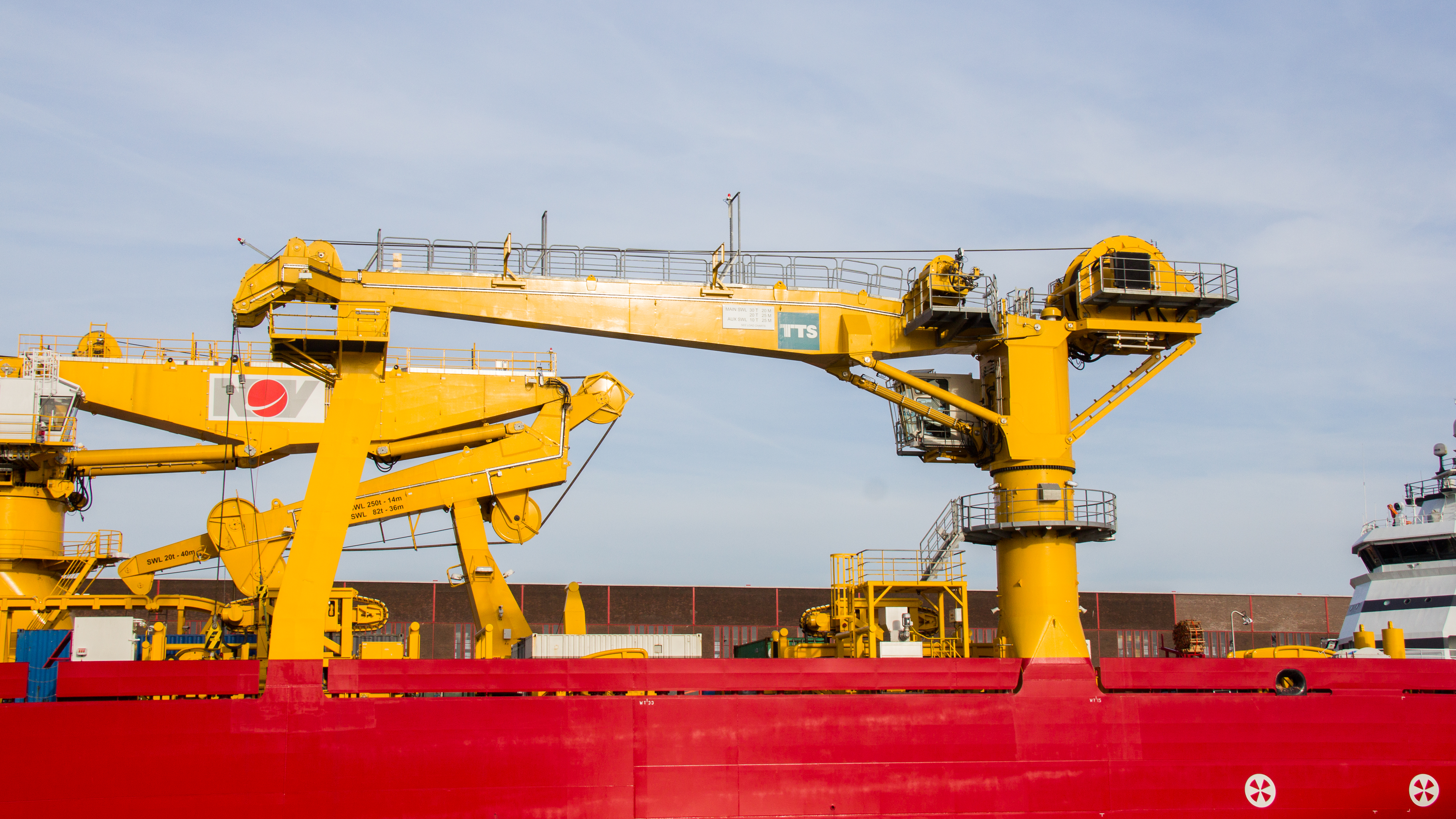
Les grues
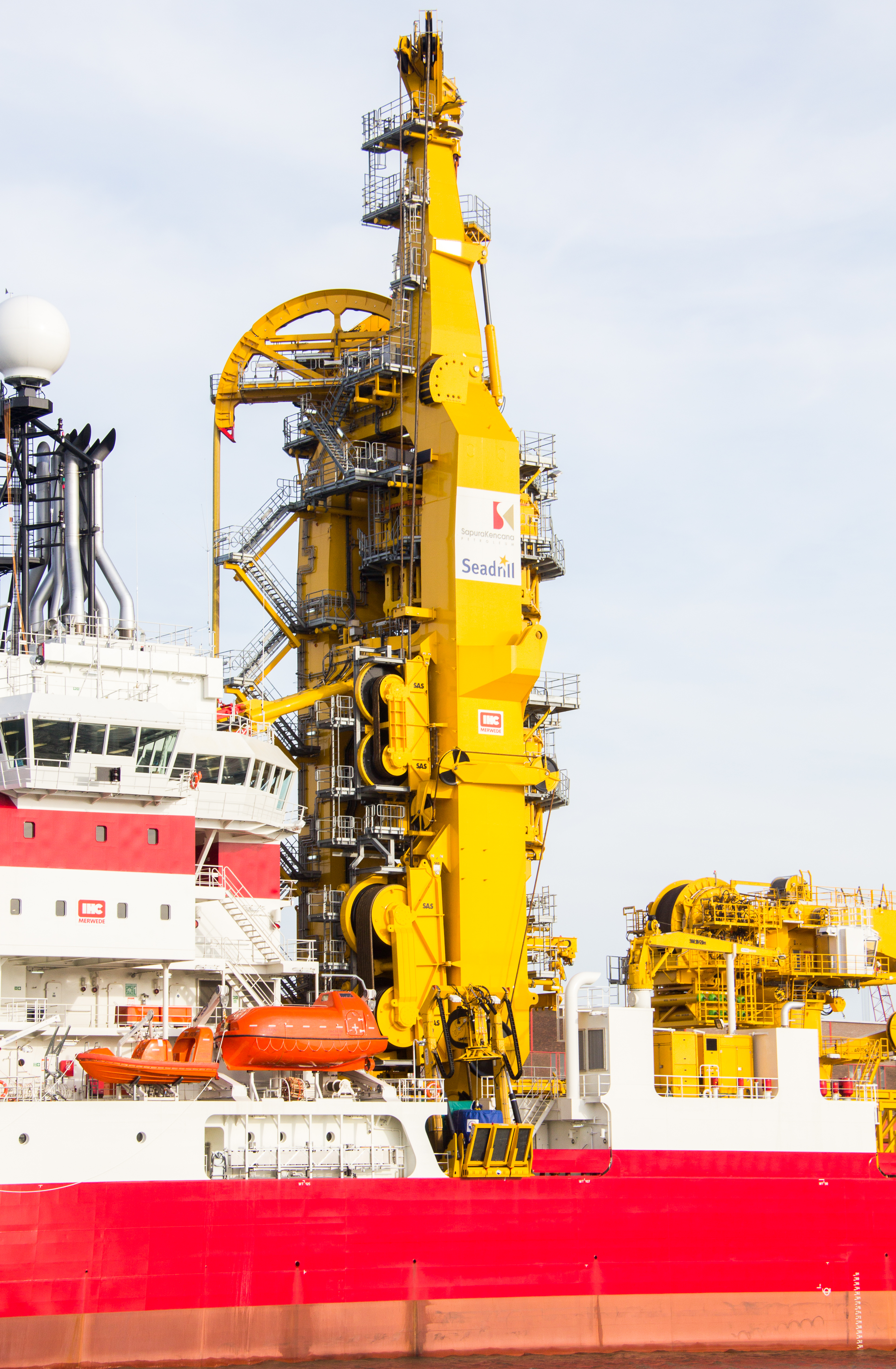
Tour verticale de pose de canalisations

### Articles externes
- Sapura Rubi - Site marinetraffic
- Sapura Rubi - Site Sapura.com
- Sapura Rubi - Site Sapura Energy
- Royal IHC a construit 5 PLSV pour Sapura Navegação Marítima